# O. W. Fischer
Pour les articles homonymes, voir Fischer.
O. W. Fischer, né Otto Wilhelm Fischer le 1er avril 1915 à Klosterneuburg (Autriche-Hongrie) et mort le 24 janvier 2004 à Lugano (Suisse), est un acteur et réalisateur autrichien. Dans les années 1950, il était un des acteurs les plus célèbres du cinéma allemand.

## Biographie
Fils d'un juriste et fonctionnaire d'État, il a fréquenté le lycée à Klosterneuburg et commence en 1933 des études d'anglistique, de germanistique et de histoire de l'art à l'université de Vienne. En 1936, il a quitté l'université pour prendre des cours de théâtre au Séminaire Max-Reinhardt. Il commença sa carrière d'acteur au Theater in der Josefstadt, aux Kammerspiele de Munich et au Volkstheater de Vienne qui lui permis, en 1945, d'accéder au Burgtheater.
Il fait ses débuts au cinéma dans L'Amour et l'Art (Burgtheater) réalisé par Willi Forst en 1936. Sa participation dans Wien 1910, un film de propagande nazie sorti en 1943, lui valut une entrée dans la Gottbegnadeten-Liste de Joseph Goebbels.

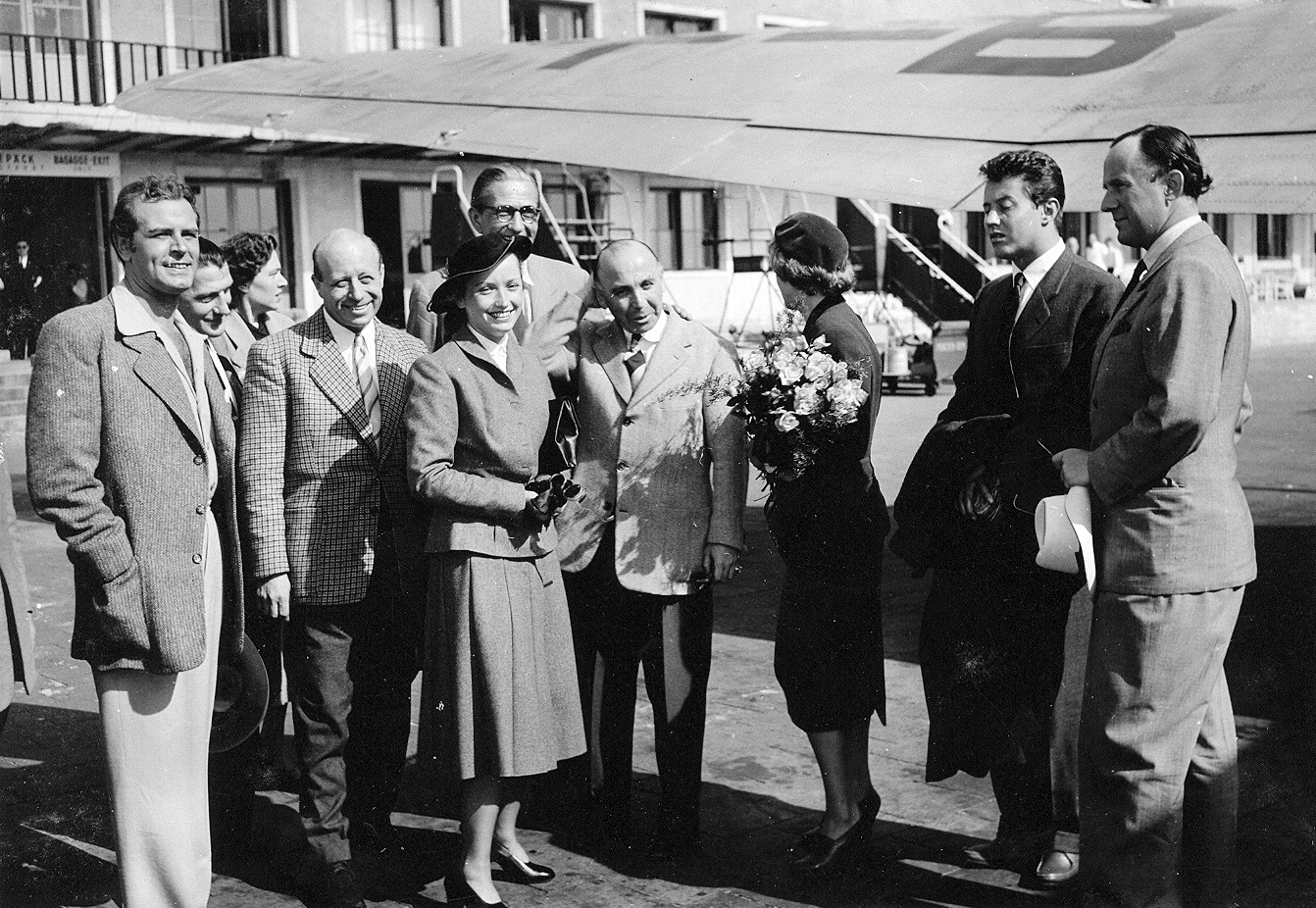
O. W. Fischer, Aglaja Schmid, Michèle Philippe, Michel Auclair, Axel von Ambesser, Fritz Fuhrmann, Paul Edmond et Emil-Edwin Reinert en 1950.

Après la guerre, c'est au temps du Wirtschaftswunder qu'il connut son énorme succès du cinéma, surtout aux côtés de Maria Schell ou de Ruth Leuwerik. Il excelle notamment en tant qu'acteur dramatique incarnant des personnages pensifs et démoniaques dans des films tels que Louis II de Bavière ou Hanussen (1955). À partir des années 1960, il a vécu dans un manoir à Vernate (Tessin).

## Filmographie partielle

### En tant que réalisateur
- 1955 : Hanussen, coréalisé avec Georg Marischka
- 1955 : L'amour ne meurt jamais (Ich suche Dich)

### En tant qu'acteur
- 1936 : L'Amour et l'Art (Burgtheater) de Willi Forst
- 1943 : Wien 1910 d'E. W. Emo
- 1951 : L'Inconnue des cinq cités (A Tale of Five Cities)
- 1952 : La Dernière Ordonnance (Das letzte Rezept) de Rolf Hansen
- 1952 : Cuba Cabana de Fritz Peter Buch
- 1953 : Tant que tu m'aimeras (Solange du da bist) de Harald Braun
- 1953 : L'amour n'est pas un jeu (Ein Herz spielt falsch) de Rudolf Jugert
- 1953 : Tant que tu m'aimeras (Solange Du da bist) d'Harald Braun
- 1953 : Le Journal d'une amoureuse (Tagebuch einer Verliebten) de Josef von Báky
- 1954 : Une histoire d'amour (Eine Liebesgeschichte) de Rudolf Jugert
- 1955 : Louis II de Bavière (Ludwig II: Glanz und Ende eines Königs) d'Helmut Käutner
- 1955 : Napoléon de Sacha Guitry : le prince Metternich
- 1955 : Hanussen d'O. W. Fischer et Georg Marischka
- 1955 : L'amour ne meurt jamais (Ich suche Dich) d'O. W. Fisher
- 1955 : Mein Vater, der Schauspieler de Robert Siodmak
- 1957 : Pour l'amour d'une reine (Herrscher ohne Krone) d'Harald Braun
- 1958 : Peter Foss, le voleur de millions (Peter Voss, der Millionendieb) de Wolfgang Becker
- 1958 : Les soldats ne sont pas de bois (Helden) de Franz Peter Wirth
- 1959 : La Lorelei brune (Whirlpool) de Lewis Allen
- 1959 : SOS - Train d'atterrissage bloqué (Abschied von den Wolken) de Gottfried Reinhardt
- 1959 : Grand Hôtel (Menschen im Hotel) de Gottfried Reinhardt
- 1959 : Lendemain de week-end (Und das am Montagmorgen) de Luigi Comencini
- 1960 : Il s'agit de trouver le filon (Mit Himbeergeist geht alles besser) de Georg Marischka
- 1961 : C'est pas toujours du caviar (Es muß nicht immer Kaviar sein) de Géza von Radványi
- 1961 : Caviar sur canapé (Diesmal muß es Kaviar sein) de Géza von Radványi
- 1961 : La Grande Roue (Das Riesenrad) de Géza von Radványi
- 1962 : Le Livre de San Michele (Axel Munthe, der Arzt von San Michele) de Giorgio Capitani, Rudolf Jugert et Georg Marischka
- 1963 : Café au lait au lit (Frühstück im Doppelbett) d'Axel von Ambesser
- 1963 : Le Secret de la veuve noire (de) (Das Geheimnis der schwarzen Witwe) de Franz Josef Gottlieb
- 1965 : La Case de l'oncle Tom (Onkel Toms Hütte) de Géza von Radványi
- 1966 : Je ne fais pas la guerre, je fais l'amour (Non faccio la guerra, faccio l'amore) de Franco Rossi
- 1969 : Liebesvögel de Mario Caiano